# Tranvia Monchiero-Dogliani
La tranvia Monchiero-Dogliani era un impianto a trazione elettrica che collegò per 30 anni una zona delle Langhe nota per la produzione di vini di qualità.

## Storia

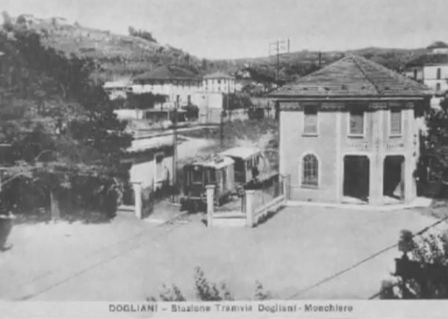
La stazione tranviaria di Dogliani

L'idea di una tranvia per il collegamento di Dogliani sorse in conseguenza del passaggio della ferrovia Torino-Savona (che allora seguiva il percorso via Bra-Ceva) a Monchiero, distante pochi chilometri dalla cittadina, e dalla conseguente esigenza di un collegamento su ferro che consentisse l'agevole inoltro delle merci sulla ferrovia statale.
Dopo alcuni progetti iniziali nel frattempo accantonati, venne approvato e realizzato quello di una tranvia a scartamento ordinario, che avrebbe consentito un più agevole inoltro delle merci sui binari FS, elettrificata alla tensione standard per l'epoca di 600 V in corrente continua. Quest'ultima era generata da una centrale che nel frattempo era già sorta a Monchiero, di proprietà della Piemonte Centrale di Elettricità (PCE), azienda in seguito acquisita dalla Pont Saint Martin, poi Società Idroelettrica Piemonte.
Il progetto della tranvia era stato appoggiato da numerose autorità doglianesi fra le quali il futuro presidente della repubblica Luigi Einaudi, l'architetto Giovanni Battista Schellino, Celso Cesare Moreno, deputato alla camera dei rappresentanti degli Stati Uniti, e dall'allora sindaco Camia.
Concessa nel 1921, l'inaugurazione ufficiale avvenne il 15 agosto 1923, a cura della Società Anonima Tramvie Elettriche di Dogliani (SATED). I volumi di traffico, tuttavia, non registrarono mai i valori auspicati, a causa della posizione relativamente decentrata di Monchiero rispetto ad Alba, principale centro attrattore delle Langhe, e della concorrenza con la stazione FS di Farigliano.
Il traffico merci era in prevalenza alimentato dal trasporto di carbone per le fornaci che sorgevano a Dogliani (fornace San Quirico di Gaiero) e Castello (fornace Devalle) e per una distilleria, tronchi destinati al taglio per le segherie di Dogliani, sale grosso, materiali edili ed agricoli, grano duro destinato al mulino di Monchiero.
Durante la seconda guerra mondiale, a causa della distruzione del ponte sul Tanaro in seguito ad un bombardamento, fu istituito per qualche tempo un servizio passeggeri diretto su binari FS con le due locomotive SATED, attrezzate per l'occasione con panche in legno: alimentato provvisoriamente il bifilare alla tensione continua di 600 V previo avvicinamento dei due conduttori, il servizio consentiva di raggiungere l'area in cui la linea statale risultava interrotta e, da qui, proseguire a piedi alla volta della stazione di Narzole.
Terminate le ostilità, il traffico riprese in maniera stentata, senza più alcuni investimento da parte della SATED, sino alla soppressione definitiva della linea avvenuta il 31 gennaio 1956.

## Caratteristiche tecniche
|  | Unknown route-map component "exCONTg" |

|  | Unknown route-map component "exBHF" |

| Unknown route-map component "exCONTgq" | Unknown route-map component "exABZmgr" |

|  | Unknown route-map component "uexHST" |

|  | Unknown route-map component "uexHST" |

|  | Unknown route-map component "uexHST" |

|  | Unknown route-map component "uexHST" |

|  | Unknown route-map component "uexHST" |

|  | Unknown route-map component "uexKBHFe" |

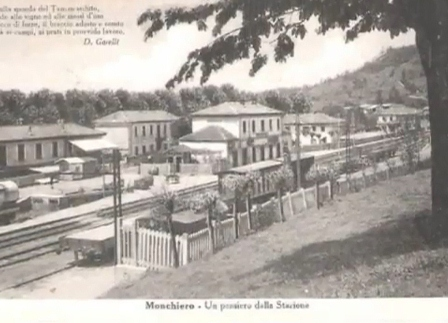
La stazione di Monchiero

La linea, elettrificata a 600 V cc mediante filo di contatto a sospensione semplice, aveva una lunghezza totale di 5,5 km e si snodava lungo la strada provinciale, poi strada statale 661 delle Langhe, mantenendosi prevalentemente su sede stradale, ad eccezione del rilevato che a Monchiero consentiva l'immissione nello scalo FS.
Il binario, armato con rotaie Vignoles da 27 kg/m, era separato dalla strada mediante un cordolo e le curve presentavano un raggio non inferiore a 150 m.
In totale la linea presentava 4 fermate e una stazione intermedia, dotata di binario di carico e raccordo a servizio di un'adiacente fornace. La conformazione della stazione capolinea di Dogliani era relativamente complessa: il binario di corsa, servito il fabbricato viaggiatori, proseguiva alla volta del deposito-officina sociale. Un secondo binario, attraversato lo scalo, raggiungeva il magazzino merci con piano caricatore. Per effettuare l'inversione di marcia dei treni passeggeri risultava necessaria l'attestazione di una seconda locomotiva in coda ai convogli in arrivo, mentre per la manovra dei carri merci era utilizzato un cabestano. Il fabbricato viaggiatori esiste tutt'oggi, all'angolo fra le vie Torino e Guglielmo Marconi, così come il piazzale, adibito a parcheggio.
L'ingresso nel piazzale FS di Monchiero avveniva da sud, lato Ceva, ove era presente il raccordo con i binari FS. Per il servizio viaggiatori un binario era prolungato fino a raggiungere il marciapiede a servizio del fabbricato viaggiatori.

## Materiale rotabile
Per il traino dei treni di servizio impegnati nella costruzione della linea fu utilizzata la locomotiva FS 829.001, una macchina a 3 assi proveniente dalla Rete Mediterranea.
Il materiale di trazione della tranvia era costituito da due locomotori elettrici a 2 assi (rodiggio AA) dotati di due motori da 50 kW e trasmissione di tipo tranviario, realizzati dal TIBB di Vado Ligure nel 1923. Gli organi di trazione e repulsione erano di tipo ferroviario (doppi respingenti e gancio a maglia con tenditore), sì da permettere l'utilizzo di carri in servizio cumulativo sulla rete FS. La velocità massima di tali rotabili risultava di 40 km/h. La loro foggia era squadrata, con testata poliedrica dotata di terrazzino e scompartimento bagagli centrale. La presa di corrente avveniva tramite archetto tranviario.
Completavano la dotazione del parco alcuni carri merci, privi di freno pneumatico ma dotati di organi di trazione e repulsione di tipo ferroviario, e 4 carrozze a due assi a terrazzini, dotate di 4 moduli caratterizzati da doppi finestrini, verniciate nel classico color verde vagone dell'epoca. Una di esse è conservata presso il Museo Ferroviario Piemontese a Savigliano, in attesa di restauro, priva degli arredi originari dell'epoca.